# معركة إغريبن
معركة إغريبن هي أحدى معارك حرب الريف (1921-1926) والتي دارت بين قوات عبد الكريم الخطابي وبين القوات الإسبانية في موقع إغريبن قرب أنوال وكانت المعركة التمهيدية لمعركة أنوال. دامت هذه المعركة من 17 ل 21 يوليو 1921.

## خلفية
سنة 1906 وقعت مملكة المغرب تحت السيطرة الإستعمارية من قبل فرنسا واسبانيا، فسيطرت إسبانيا على الجزء الشمالي والجنوبي من المغرب بينما سيطر الفرنسيين على منطقة الوسط. وقد كانت منطقة الريف شمال المغرب ضمن السيطرة الإسبانية. سنة 1919 اشتدت السياسة الإستعمارية للإسبان في الريف وحاولوا تأكيد سيطرتهم العسكرية عليها.فقاموا بتعيين جنرال جديد على المنطقة اسمو مانويل سلفستري والذي كانت مهمته التوسع و إثبات هيمنة إسبانيا على المنطقة.
لم يبقى سكان الريف مكتوفي الأيدي أمام هذا الإعتداء السافر، فقد تولى القائد محمد بن عبد الكريم الخطابي قيادة المقاومة ضد الإسبان وتمكن من حشد رجال مسلحين من بني ورياغل ومن قبائل الريف الأخرى.واختار جبل القامة مقرا للعمليات العسكرية.
استمرت جحافل الإسبان في التقدم حتى وصلت لمنطقة أنوال والتي اتخذها سلفستري قاعدة له. كان هدف القائد الإسباني هو الاستيلاء على أجدير في منطقة بني ورياغل، لأنه كان يعتبر تلك القبيلة مركز ثقل التمرد وبتحييدها وهزيمتها يكون قد قضى على كل أشكال المقاومة.
خلال الفترة الممتدة ما بين يونيو و يوليو من سنة 1921 استولت قوات الخطابي على عدة مراكز محيطة بمعسكر أنوال (مركز أدهار أوبران في الشمال الغربي و موقع سيدي ادريس شمالا) وكانت الخطوة التالية هي الاستيلاء على مركز إغريبن كلم جنوب معسكر أنوال. تحقيقا لهذه الغاية نقل الخطابي مركز قيادته من جبل القامة إلى أمزاورو.

## المعركة
كان قائد المركز هو المدعو بينيتز وكانت معه بطارية مدفعية و حوالي 500 جندي. وفي 17 يوليو بدأت القوات الثورية بحصار المركز وشن غارات مستمرة على قواته بغرض إنهاكها.وقد نجح الحصار في قطع الإمدادات عن إغريبن وبالأخص المياه الشروب فقد تمكن المجاهدين من قطع طريق عين سيدي عبدالرحمان والتي كانت المصدر الوحيد المتاح للمياه للمركز المحاصر. استعمل الخطابي سلاح العطش أحسن استعمال وهذا ما عبر عنه أحد الإسبان وهو الرقيب دافيلا حيث قال: "إننا لم نجد الماء ما جعلنا نمتص كل شيء من أجل الماء. لقد شربنا ماء الفلفل والطماطم، بل أكثر من ذلك شربنا العطور والمداد، وفي الأخير شربنا بولنا بعد أن وضعنا فيه السكر". استمر الثوار في مناوشة الإسبان واستعملوا المتفجرات لإلحاق خسائر بقواتهم، فكانوا يحفرون أنفاق وصلت لعمق المركز تحت الأرض و وضعو قنابل متفجرة هناك ما سبب خسائر فادحة ماديا ومعنويا.
أرسل سلفستري العديد من الحملات إنطلاقا من أنوال لفك الحصار عن إغريبن وقد ترأس إحدى تلك الحملات بنفسه في20 يوليو. إلا أنه في كل مرة كانت تلك الحملات تقع في كمائن مميتة للثوار  فلم يكن هناك أي مجال لإنقاذ إغريبن وبناء عليه أصدر سلفستري أمرا لبنيتيز بإخلاء المركز والعودة لأنوال. إلا أنه وقع بدوره في كمين نصبته قوات عبد الكريم وبذلك تم إبادة الحامية الإسبانية بالكامل حيث لم ينج من أصل 500 جندي سوى 20 جندي.

## النتيجة
بسقوط مركز إغريبن أصبح المعسكر الرئيسي في أنوال منكشفا كما تم قطع كل طرق إمداد المعسكر، ما مهد لانتصار عبد الكريم الساحق في أنوال (حيث أن الهجوم على أنوال بدأ في 21 يوليو مباشرة بعد انتصار إغريبن) وإبادة القوة الإسبانية الغازية بما فيها الجنرال سلفستري نفسه. بعد هذا الإنتصار تأسست جمهورية الريف.